# Пеннино
Пеннино (итал. Monte Pennino) — гора в области Марке Италии, в Умбро-Маркезанских Апеннинах.
Гора достигает высоты 1571 м над уровнем моря и расположена в коммунах Ночера-Умбра, Серравалле-ди-Кьенти и Фьюмината. Расположена на границе областей Умбрия и Марке, и в частности, между провинциями Перуджа и Мачерата. На её склонах берут начало реки Топино и Потенца.

## История
На вершине горы во время топографических работ сразу после Второй мировой войны было найдено жертвенное приношение, состоящее из бесчисленных маленьких бронзовых изделий, как ламинированных, так и нет, с человеческими фигурами, римскими топорами и керамической посудой. Почти все материалы, относящиеся к жертвенному приношению, были утеряны; в музее Ночера-Умбра видны только остатки ритуального жертвоприношения, останки были обнаружены в 1960-х годах прошлого века.
Согласно легенде, в 217 г. до н. э. Ганнибал, победив римского пропретора Гая Центения, поднялся на гору Пеннино, чтобы зажечь священный огонь в честь победоносного Марса. Более вероятно, что поражение Центению нанес один из офицеров Ганнибала, Магарбал, который разгромил около 4000 римлян, стоявших в Плестии под командованием пропретора.